# Podine
Podine su naselje u sastavu Grada Šibenika, u Šibensko-kninskoj županiji. Nalazi se 18 kilometara jugoistočno od Šibenika. Nažalost uz Vrsno i Lepenicu čini skup sela koji u 21. stoljeću nemaju vodu. U Podinama postoje tri zaseoka; Vrcići (Vrčići), Vukičevići i Bakule. U Podinama se nalazi Crkva Sv. Ante Padovanskog, na čiji se dan slavi svetkovina istoimenog svetca.

## Stanovništvo
Prema popisu iz 2011. naselje je imalo 36 stanovnika te isto toliko katolika.
| broj stanovnika |       |       | 83    | 94    | 98    | 133   | 130   | 221   | 181   | 195   | 226   | 187   | 120   | 59    | 39    | 26    | 20    |
|                 | 1857. | 1869. | 1880. | 1890. | 1900. | 1910. | 1921. | 1931. | 1948. | 1953. | 1961. | 1971. | 1981. | 1991. | 2001. | 2011. | 2021. |